# 結婚披露宴〜人生最悪の3時間〜
『結婚披露宴〜人生最悪の3時間〜』（けっこんひろうえん〜じんせいさいあくのさんじかん〜）は、青春★ENERGY枠内で放送されたテレビドラマ。
放送期間は2007年1月10日〜3月21日。最終回は番外編で出演者による裏話を放送した。

## ストーリー
ちゃきちゃきの江戸っ子気質の和久井貴裕と浜田アヤの結婚披露宴当日。だが、披露宴開演直前、事件は起こった。なんと、アヤは披露宴を目前にして失踪してしまったのだ。

## キャスト
- 和久井貴裕：大倉孝二
  - このドラマの主人公。優柔不断な性格。学生時代に劇団に所属。
- 沢口由香里：山口紗弥加
  - 劇団の元看板女優。貴裕の元彼女。代役で花嫁をやる事になってしまった。

### 式場関係者
- 小松清史：相島一之 - 披露宴の担当者
- 鮫島冴子：畠山明子 - 披露宴の司会

### 和久井家の人々
- 和久井タネ：花原照子 - 貴裕の祖母
- 和久井敬子：荒井眞理子 - 貴裕の母
- 和久井裕司：浅野和之 - 貴裕の父

### 劇団☆白雪姫関係者
- 手塚孝太郎：今井雅之 - 劇団の座長
- 小山田光男：内田滋 - 劇団員
- 冨永・トン子・丸美：田辺愛美 - 劇団の看板女優

### 浜田アヤの中高時代の友人
- 井川蘭：歌原奈緒
- 田中スミ：太田彩乃
- 藤田美樹：早坂美緒

### その他
- 神父：福井謙二
- 八重樫一二三：唐沢民賢 - 貴裕の会社の社長で、アヤを紹介した人物、3話に登場
- 大友潤：山崎樹範 - ご祝儀泥棒、5話に登場
- 野崎あゆみ：佐藤寛子 - アヤの親友、披露宴に遅れた、8話・9話に登場
- 平原綾香：平原綾香 - サプライズゲスト、9話に登場
- 横田麗華：横山華 - アヤのピアノの先生

## スタッフ
- 脚本：徳永友一
- 演出：平野眞、大木綾子
- プロデュース：西澤桂
- プロデュース・演出：関卓也

| フジテレビ 「青春★ENERGY」 | フジテレビ 「青春★ENERGY」    | フジテレビ 「青春★ENERGY」                                    |
| 前番組                     | 番組名                        | 次番組                                                        |
| -------------------------- | ----------------------------- | ------------------------------------------------------------- |
| お台場湾岸テレビ           | 結婚披露宴～人生最悪の3時間～ | （終了）ドラマ枠は土曜23時台に移動し 「ライアーゲーム」を編成 |